# Lincoln, Nebraska
Lincoln este o localitate, o municipalitate și un oraș, sediul comitatului Lancaster din statul Nebraska, Statele Unite ale Americii.